# Крістобаль Мендоса
Крістобаль Уртадо де Мендоса (ісп. José Cristóbal Hurtado de Mendoza y Montilla) (23 червня 1772 — 8 лютого 1829) — венесуельський політик, перший президент Венесуели у 1811—1812 роках.

## Біографія
Народився в районі Трухільйо 23 червня 1772 року. Виховувався батьком у францисканському монастирі під наглядом отця Антоніо де Перейри. У віці 16 років його було відряджено до Каракаса, щоб завершити свою освіту. 1794 року здобув диплом юриста. Після цього він переїхав до Санто-Домінго, де продовжував вивчати цивільне право. До Венесуели Мендоса повернувся ближче на початку XIX століття.
У березні 1811 року під час війни за незалежність у Венесуелі було створено перший уряд у вигляді тріумвірату, в якому три особи по черзі виконували обов'язки голови виконавчої влади. У віці 39 років Мендоса став членом тріумвірату та був одностайно обраний першим, хто мав його очолити 5 березня 1811. На чолі тріумвірату Мендоса розпочав боротьбу з тими частинами країни, які продовжували залишатись в руках іспанських роялістів. Він також став автором Венесуельської декларації незалежності, проголошеної 5 липня 1811. Перебуваючи на посту глави держави, також був членом Конституційної конвенції, яка працювала над проектом першої конституції республіки у грудні 1811.
Перша республіка зазнала краху в результаті вторгнення іспанських роялістів під проводом капітана Домінго де Монтеверде. Після цього Мендоса виїхав на острів Гренада. 1813 року президентом Другої Венесуельської республіки став Сімон Болівар. Він писав Мендосі:
|  | Ви маєте повернутись негайно. Країна потребує Вашої присутності. Я буду йти попереду Вас і завойовувати, а ви прямуйте слідом і керуйте, тому що я завойовник, а Ви – організатор. |

Крістобаль Мендоса повернувся до Венесуели та став губернатором провінції Мерида. Пізніше Болівар призначив його на пост губернатора провінції Каракас. 1814 року сили роялістів знову вторглись до меж Республіки, й Мендоса знову був змушений вирушити у вигнання, цього разу — на Нідерландські Антильські острови. Там він писав численні статті на захист руху за незалежність проти іспанського панування. 1821 року після битві при Карабобо Мендоса повернувся на батьківщину та був призначений на пост міністра юстиції Великої Колумбії. 1826 року він став інтендантом департаменту Венесуели.
Крістобаль Мендоса упродовж свого життя додержувався ідеалів Сімона Болівара. Він завжди виступав за федерацію латиноамериканських республік. Мендоса опирався сепаратистським поглядам Хосе Антоніо Паеса, який надалі став президентом Венесуели.
На смертному ложі він висловив свою політичну волю в листі до Болівара, в якому заявив, що все його майно складають «незначні послуги для республіки та спогади про нашу дружбу».
Крістобаль Мендоса помер у Каракасі 8 лютого 1829 року.